# Schwedenköpfe

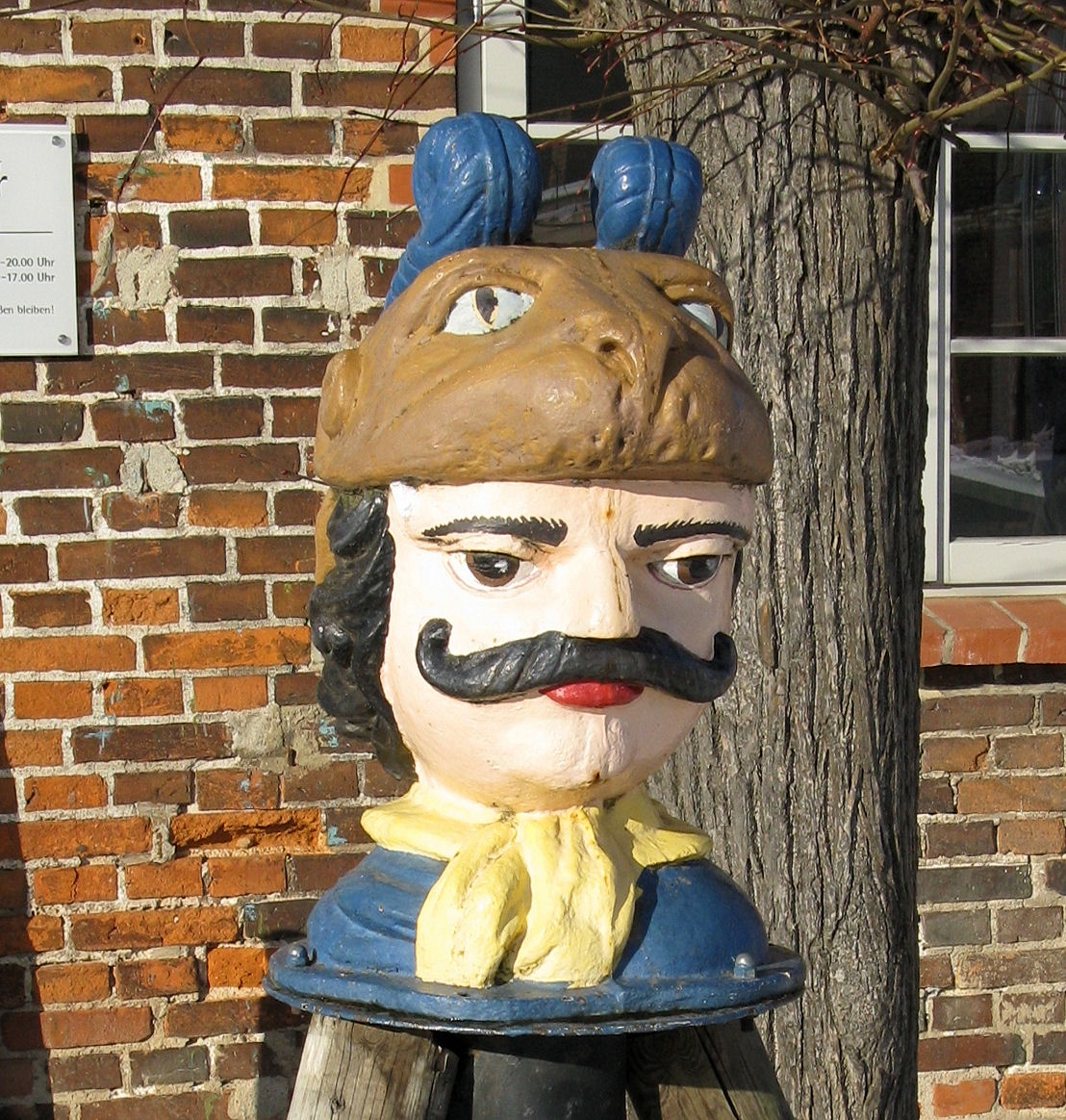
Schwedenkopf am Eingang des Baumhauses

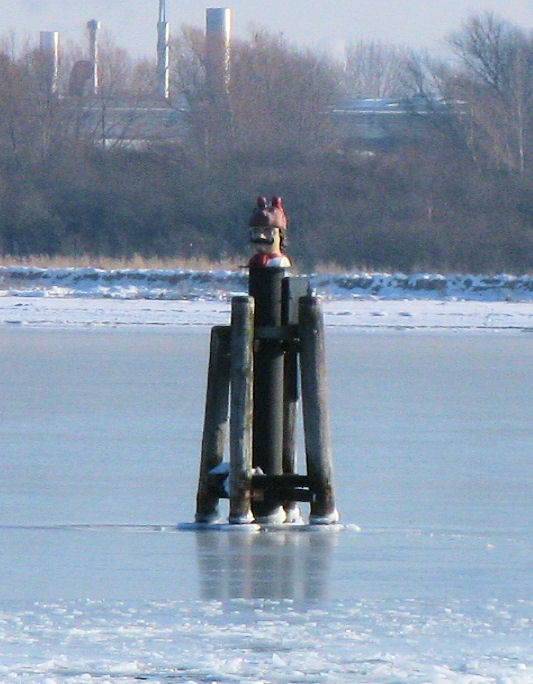
Duckdalben mit Schwedenkopf vor Wendorf (im Eis 2010)

Die Schwedenköpfe sind ein Wahrzeichen der Hansestadt Wismar. Die bunt bemalten Herkulesbüsten markieren auf Duckdalben in der Wismarer Bucht vor dem Stadtteil Wendorf die Einfahrt in den Wismarer Hafen. Ein erhalten gebliebenes barockes Original befindet sich heute im Stadtgeschichtlichen Museum der Hansestadt Wismar (Schabbellhaus). Repliken sind heute an verschiedenen Stellen der Stadt zu sehen.

## Hintergrund
Über den Hintergrund der Schwedenköpfe wird spekuliert, der genaue Grund und der Zeitpunkt ihrer Entstehung sind unbekannt. Allein als Willkommensgruß werden sie nicht verstanden. Aufgrund der zwei Augenpaare, einmal die natürlichen und dann noch die in der Löwenkappe auf dem Haupt, könnte man sie auch als aufmerksame Wachposten für Stadt und Seehafen auffassen. In der Bildsprache der Antike steht die Löwenkappe seit der Erlegung des Nemëischen Löwen für Herakles/Herkules, der zwölf große Taten zu vollbringen hatte.  Die beiden Dalben wurden mit den Herkulesköpfen in barocker Emblematik zu Säulen des Herakles, die die Hafeneinfahrt einfassten und zugleich Non plus ultra (nicht darüber hinaus) signalisierten.
Möglich ist auch, dass es sich bei den barocken Köpfen um eine barocke Schiffsdekoration, so genannte Ruderköpfe, handelt. Unter anderem durch Dekoration an den Schiffen wurde im 17. Jahrhundert Macht und Reichtum demonstriert.
Sprachhistorisch stellte Friedrich Techen 1925 fest, dass „Schwedenkopf“ um 1800 ein ganz alltägliches Wort war. Es bezeichnete nicht etwa Skulpturen oder ähnliches, sondern umschrieb eine Kurzhaar-Frisur, die als Zeichen von Modernität und Aufgeklärtheit galt und den altmodischen Zopf ablöste.

## Geschichte

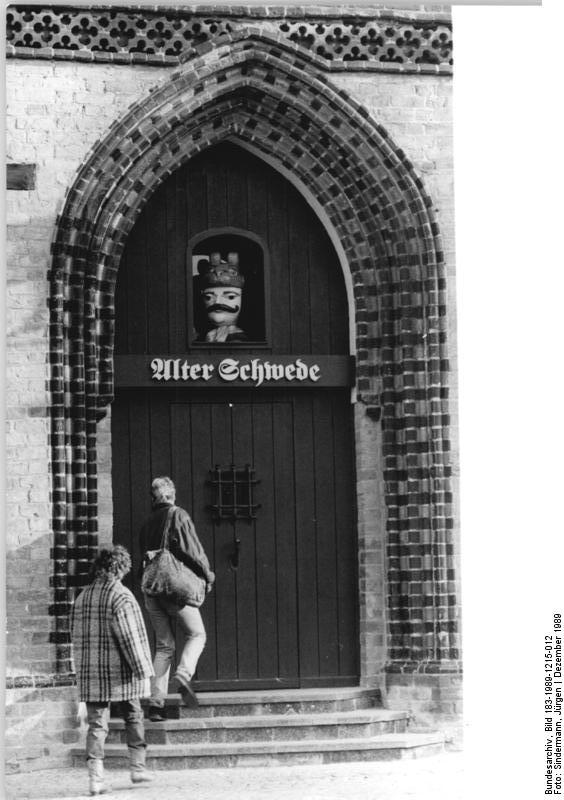
Schwedenkopf im Portal über der Tür des Alten Schweden (1989)

Lange wurde angenommen, dass sich zwei Schwedenköpfe bereits im 17. Jahrhundert in der Hafeneinfahrt befanden, da die Dalben zu der Zeit schon als Alte Schweden bezeichnet wurden. Auf historischen Abbildungen und in Reisebeschreibungen sind die Köpfe jedoch nicht nachweisbar. Ein Artikel im Mecklenburger Tagesblatt vom 24. Mai 1903 erwähnt einen Schiffsunfall im Herbst 1902. Ein Frachter aus Finnland rammte die Dalben mit den darauf befindlichen Schwedenköpfen, die sich dort bereits „seit einem Jahrhundert“ befanden und stark beschädigt wurden. Eine Eisengießerei fertigte daraufhin Repliken aus Gusseisen an, die im Mai 1903 angebracht wurden.
Umfangreiche Forschungen zum Ursprung der Schwedenköpfe in der Literatur in Vorbereitung auf das Schwedenfest 2003 in Wismar brachten kein eindeutiges Ergebnis. Computertomographische (CT) und Röntgenuntersuchungen führten zu der Erkenntnis, dass das heute im Stadtgeschichtlichen Museum ausgestellte Original aus mehreren Schichten beschnitzten Eichenholzes besteht. Morsche, ursprüngliche Holzteile und nachträglich eingefügte, stützende Hölzer sind vielfach vernagelt. Die Nägel verhinderten eine genaue Altersbestimmung, da sie die Jahresringe des Holzes in den CT-Aufnahmen überstrahlten.
Im Zuge der Vorbereitungen auf das Schwedenfest entdeckte man die Schwedenköpfe als Werbefigur, und es entstanden im Zeitraum 2000–2003 25 Nachbildungen aus glasfaserverstärktem Kunststoff (GFK) in einem Berliner Unternehmen. Eine wurde dem Schwedischen Institut in Stockholm übergeben, sie ist heute im Marinemuseum in Karlskrona zu besichtigen. Ein weiterer Kopf ging an die Kommune Malmö in Schweden. In Wismar befinden sich heute zwei der Nachbildungen auf den Duckdalben in der Hafeneinfahrt. Zu sehen sind sie unter anderem von der Seebrücke im Stadtteil Wendorf. Zwei weitere Exemplare werden als Reserve für diesen Standort vorgehalten. Ein Großteil der Köpfe wurde von Firmen und Privatpersonen erworben oder Schulen übergeben und farblich nach eigenen Vorstellungen gestaltet. Sie werben an verschiedenen Stellen im Wismarer Stadtgebiet für die Stadt und ihre Geschichte. Ein Kopf befindet sich auf der Insel Poel, ein weiterer wurde entwendet.
Ältere Repliken befinden sich heute auf angedeuteten Dalben links und rechts des Eingangs des historischen Baumhauses im Alten Hafen. Hierbei handelt es sich um die gusseisernen Nachbildungen, die 1903 auf den Duckdalben angebracht worden waren. Ein weiterer Schwedenkopf findet sich am Markt im Portal von Wismars ältestem backsteingotischen Bürgerhaus, das Alter Schwede genannt wird. Diese Dekoration wurde im Rahmen von Restaurierungsarbeiten 1989 neu installiert, war aber in ähnlicher Form schon vor dem Zweiten Weltkrieg vorhanden.